# 中根不覊雄
中根 不覊雄（なかね ふきお、1899年6月 - 1983年9月）は、日本の法学者、教育者、翻訳家。立教大学経済学部教授、亜細亜大学初代法学部長、満州国司法部司法学校教授、英文法令社創業者。

## 人物・経歴
1899年（明治32年）6月、中根斎と妻・武免の長男として生まれる。
1923年（大正12年）、東京帝国大学経済学部卒業、1925年（大正14年）、東京帝国大学法学部政治科卒業。
安田保善社（安田財閥本社）に入り、安田信託会社（後の安田信託銀行、現・みずほ信託銀行）の創立時より事務方を務め、1930年（昭和5年）まで同社に在職
1931年（昭和6年）、立教大学経済学部教授に就任し、信託法、手形法、破産法を講じた。また予科の教授としても、法学通論を講じた。
その後、満州国司法部司法学校教授、中華民国駐在、満州国通商代表などを歴任した。
第2次大戦後、中国大陸から引き揚げ、日本銀行の嘱託に採用されて法令の英訳に従事するが、これは戦後、連合軍による日本占領時代に、GHQの命で官報と合わせ、新たに制定もしくは改定される法令の全てが政府の責任で英訳されていた中で業務であった。
1952年（昭和27年）4月には、対日平和条約が発効し、日本の独立が回復すると、日本政府は法令の英訳版の発行・公布を廃止する。しかし、当時の日本はアメリカへの依存度が今日以上に高く、日本の法令の英訳は実業界からも切望される状況にあった。
こうした状況を受けて、中根は1956年(昭和31年）7月27日に、日本の法令の英訳を目的とする財団法人英文法令社（現・株式会社英文法令社）を創業する。事業としては成り立たないことは分かっていたが、同窓生、外人弁護士、米国のフォード財団などから財政的援助を受けて、文部省から許可を得ての創業であった。設立許可は、当時文部大臣であった清瀬一郎によって出されている。
1966年（昭和41年）、亜細亜大学初代法学部長に就任。その傍ら、同法学部所属の教授陣からの学術的・人的援助を受けて、英文法令社の事業を継続した。
中根は、1983年（昭和58年）に亡くなるが、その際、「英文法令社を続けてくれ。」と家族に向けて語った。生前も「翻訳ばかりやっているのは、学者として常道をはずれるかもしれないが、この仕事をライフワークとして続けたことに悔いはない。」と述べ、法令の英訳事業に真摯に取り組んだ人生であった。
法律は、改正が頻繁に行われ、日々官報に目を通し、新しい法律の制定や政令、省令の改正を確認し、それを英訳してタイムリーに提供するのは大変な業務であるが、それにも関わらず、英文法令社は、1995年度には、商法を始め、会社更生法、刑法、弁護士法、製造物責任者法など14の法律を、1996年度には、法人税法、特許法施行令、労働組合法など、13の法律の英訳・追録を出版するなど、各国の政府機関や大使館、法律事務所、大学、図書館、多国籍企業などの運営に寄与し、日本の国際化と関連業務に大きく貢献している。